# Satoshi Hirose

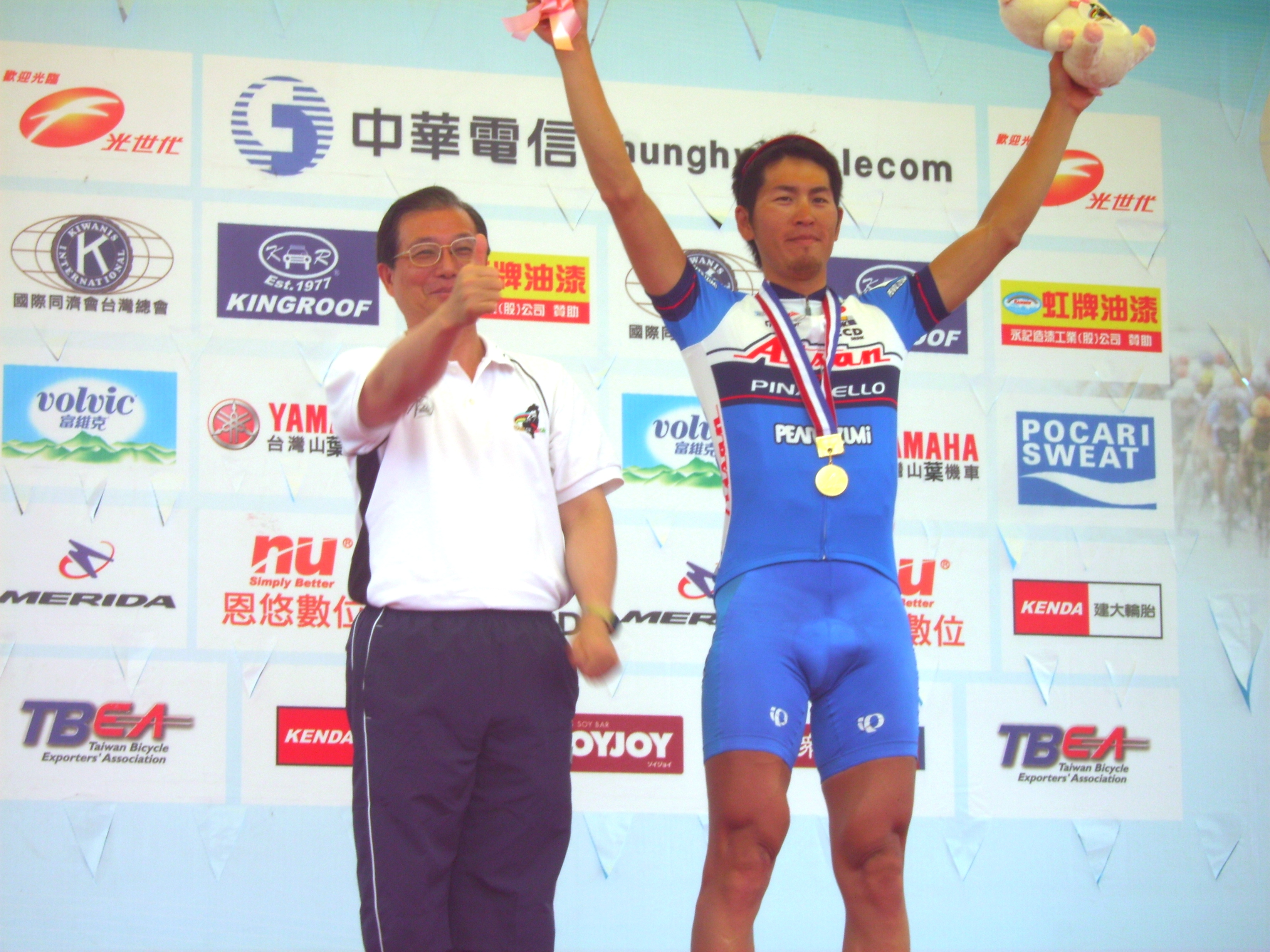
Satoshi Hirose nach der siebten Etappe der Tour de Taiwan 2007

Satoshi Hirose (jap. 広瀬 敏, Hirose Satoshi; * 17. März 1976) ist ein ehemaliger japanischer Radrennfahrer.
Satoshi Hirose begann seine Karriere 1999 bei dem Radsport-Team Besson Chaussures-Nippon Hodo. 2003 gewann er eine Etappe bei der Hokkaido-Rundfahrt und entschied auch die Gesamtwertung für sich. Ab 2006 fuhr Hirose bei dem japanischen Aisan Racing Team. Bei der Herald Sun Tour 2006 sicherte er sich den Etappensieg auf dem vierten Teilstück von Nagambie nach Benalla, 2007 gewann er eine Etappe der Tour de Taiwan sowie 2008 eine der Tour de Kumano. Anschließend beendete er seine Radsport-Laufbahn.

## Palmarès
2003
Hokkaido-Rundfahrt
2006
eine Etappe Herald Sun Tour
2008
eine Etappe Tour de Taiwan
2008
eine Etappe Tour de Kumano

## Teams
- 1999 Besson Chaussures-Nippon Hodo
- 2002 Jura Suisse-Nippon Hoddo
- 2003 Nippon Hodo
- 2004 Team Nippo
- 2006 Aisan Racing Team
- 2007 Aisan Racing Team
- 2008 Aisan Racing Team